# Aït Laziz
Pour les articles homonymes, voir Ath Laziz.
Ait Laziz (Ath Laaziz en kabyle) est une commune de Kabylie, située dans la wilaya de Bouira en Algérie.

## Géographie

### Situation
Aït Laaziz est situé à 15 kilomètres au nord du chef lieu de la wilaya de Bouira.
| Aomar       | Frikat (Wilaya de Tizi Ouzou) | Bounouh (Wilaya de Tizi Ouzou) |
| Djebahia    | Aït Laaziz                    | Taghzout                       |
| Aïn El Turc | Bouira                        | Taghzout et Haizer             |

### Paysages
La commune d'Aït Laaziz fait partie des nombreuses communes de Kabylie aux magnifiques paysages. Entre les champs d'oliviers sur les collines du massif du Djurdjura et les nombreuses cascades sur le cours d'eau Oued Djemâa. Elle est connue par ces sources d'eau et la Coline de Tizi Oujaaboub. Cette région lie la wilaya de Bouira et le sud de la wilaya de Tizi-ouzou. Ces habitants font partie de la tribu " Ath Laaziz" qui regroupe la commune Ait Laaziz, Ain tourk, le nord de Bouira, l'Est de Aomar, ils 
sont appelés " ivolaâziziyen , avulaâziz , " ils sont les premiers habitants de la ville de Bouira. 
|  |  |

## Histoire
Le 30 juin 1857, le 1er bataillon du 71e régiment d'infanterie enleve le village d'Aït Laziz, véritable nid d'aigle entouré de remparts en pierres sèches, d'un large fossé et d'abatis de toute sorte.